# Płonia (Roszowice)
Płonia – przysiółek wsi Roszowice w Polsce, położony w województwie opolskim, w powiecie kędzierzyńsko-kozielskim, w gminie Cisek.
W latach 1975–1998 przysiółek należał  administracyjnie do ówczesnego województwa opolskiego.